# Hallerstraße

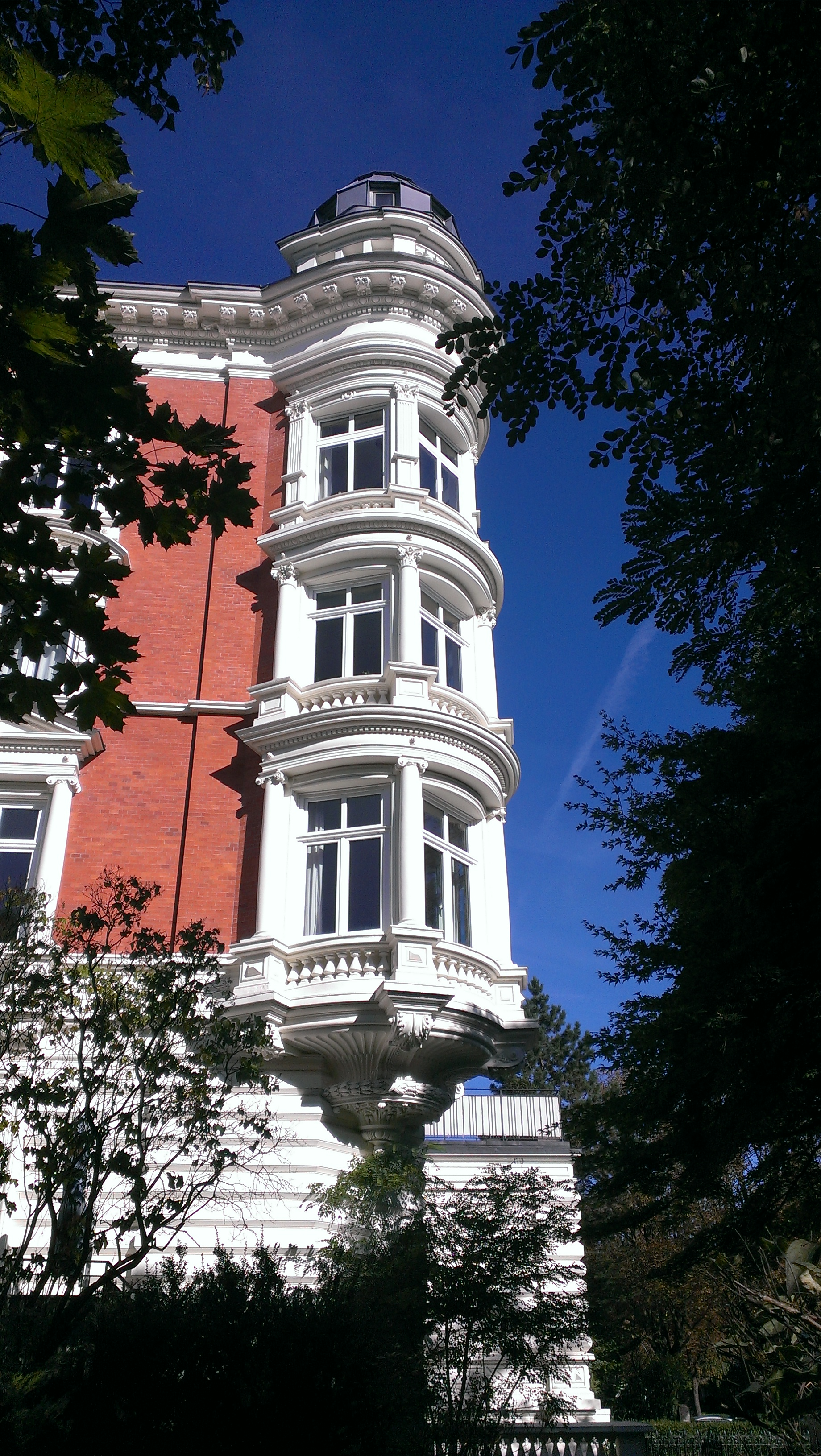
Denkmalgeschütztes Gebäude Hallerstraße 47

Austausch der Straßenschilder bei der Umbenennung der Hallerstraße in Ostmarkstraße, Oktober 1938

Die Hallerstraße bildet die Grenze zwischen den Hamburger Stadtteilen Harvestehude und Rotherbaum. Sie erstreckt sich vom Straßenzug Grindelberg/Grindelallee im Westen bis zum Mittelweg im Osten und kreuzt dabei die Rothenbaumchaussee.

## Name und Geschichte
Die Hallerstraße ist nach dem Hamburger Senator und Bürgermeister Nicolaus Ferdinand Haller – und nicht nach seinem heute wohl bekannteren Sohn Martin Haller – benannt.
Während der NS-Zeit wurde im Oktober 1938 die Straße, ebenso wie die gleichnamige U-Bahn-Haltestelle, in Ostmarkstraße umbenannt, da Haller jüdischer Abkunft war. Nach Kriegsende 1945 erhielten beide wieder den alten Namen.

## Bauwerke
An der Hallerstraße liegen einige der denkmalgeschützten Grindelhochhäuser (Hallerstraße 1, 3, 5), die von 1946 bis 1956 erbaut wurden, sowie etliche weitere denkmalgeschützte Gebäude (Hallerstraße 6, 8, 17, 19, 20, 47, 50, 51, 53, 58, 62, 64, 72, 74, 76), meist Etagenhäuser und Villen aus der Gründerzeit zwischen 1880 und 1905.

## U-Bahn-Station
Unter der Kreuzung Hallerstraße/Rothenbaumchaussee ist der U-Bahnhof Hallerstraße gelegen. Er wurde am 2. Juni 1929 eröffnet und bindet unter anderem das ebenfalls dort befindliche von Norman Foster erbaute Multimedia Centre Rotherbaum wie auch das von der Straße aus zugängliche Tennisstadion am Rothenbaum an.

## Medien
In der vom NDR-Studio-Hamburg hergestellten Puppenspielserie Hallo Spencer wird die Hallerstraße des Öfteren erwähnt. Die Bewohner des Spencer-Dorfes machen dort Besorgungen oder treffen Freunde. Das NDR-Funkhaus an der Rothenbaumchaussee befindet sich in der die Hallerstraße kreuzenden Straße.

## Ansichten

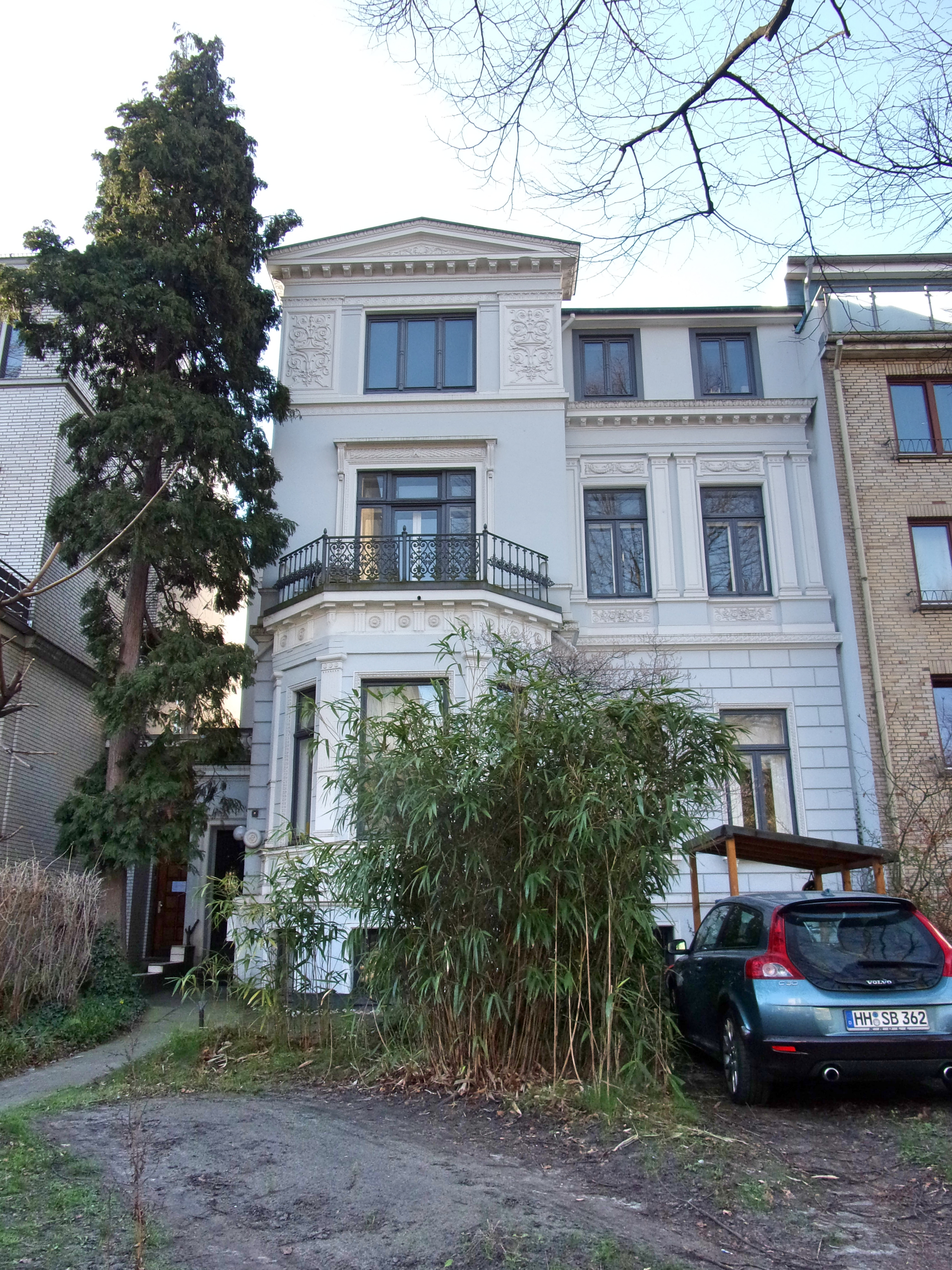
Hallerstraße 20
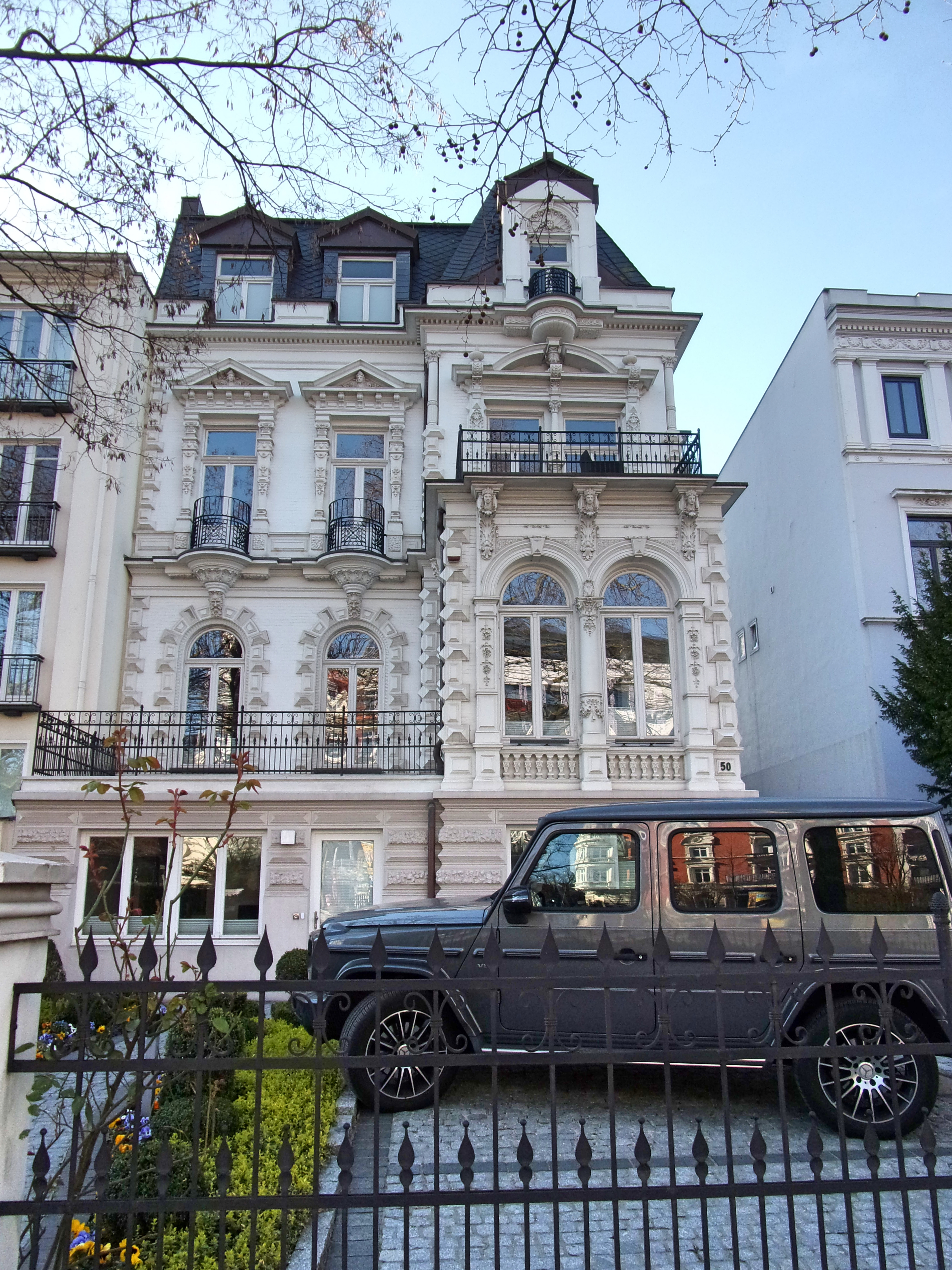
Hallerstraße 50
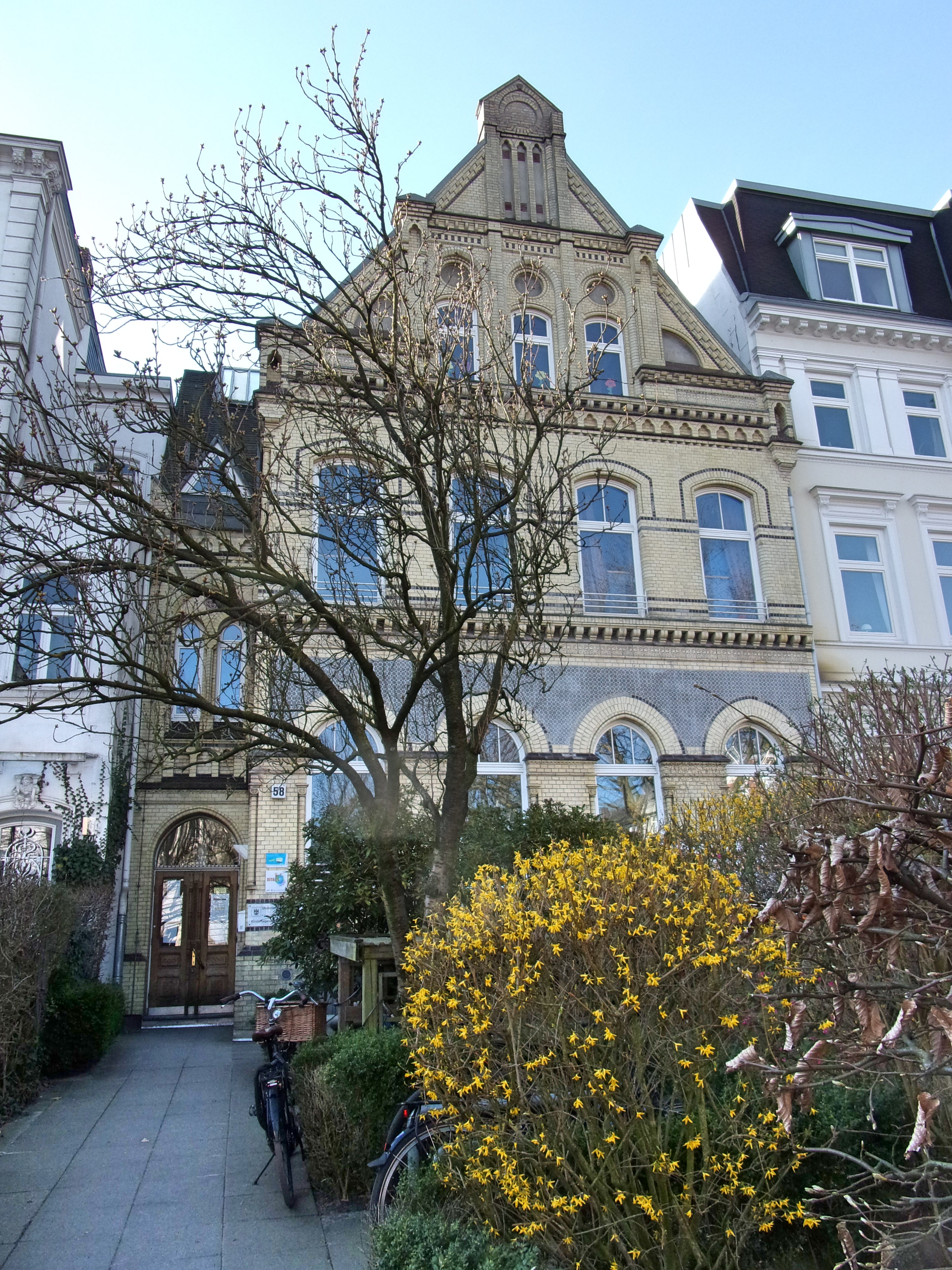
Hallerstraße 58
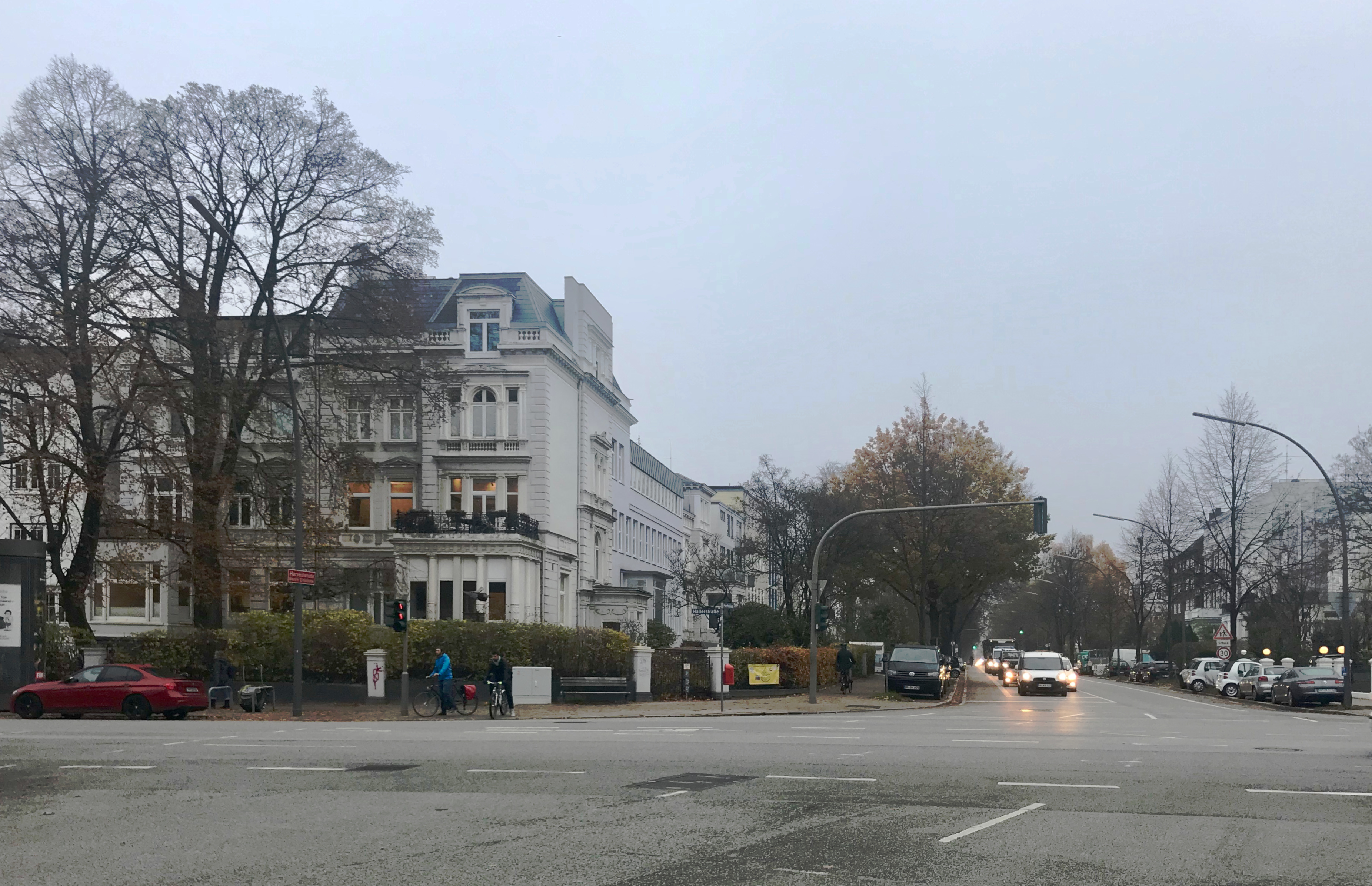
Kreuzung Hallerstraße – Hochallee